# Софроний Гудзинис
Софроний (на гръцки: Σωφρόνιος, Софрониос) е гръцки духовник, епископ на Вселенската патриаршия.

## Биография
Роден е в 1967 година със светското име Йоанис Гудзинис (Ιωάννης Γκουτζίνης) в Драма, като по произход е от Семалто (Микро Сули). Учи богословие в Солунското богословско училище, където завършва и следдипломна квалификация. Ръкоположен е за дякон и презвитер в 1995 година от митрополит Пантелеймон Ксантийски, като получава и офикията архимандрит. Служи като проповедник в Ксантийската митрополия от 1996 до 2013 година. След това е игумен на манастира „Света Богородица Архангелска“ в Ксанти и на манастира „Свети Архангели“ в Ксанти, работи като учител в средно училище и като протосингел на Ксантийската митрополия (2013 – 2024).
На 19 октомври 2024 година в църквата „Свети Йоан Предтеча“ в Ксанти е ръкоположен за титулярен полистилски епископ, викарен епископ на Ксантийската митрополия. Хиротонията е извършена от митрополит Пантелеймон Ксантийски в съслужение с митрополитите Пантелеймон Берски, Дамаскин Димотишки, Макарий Валовищки, Атанасий Илийски, Теоклит Йерисовски, Пантелеймон Маронийски и Комотински, Георгий Китроски и Катерински, Йеротей Лемноски и с епископите Адриан Халикарнаски, Теофил Лакедемонски, Христофор Амфиполски и Стефан Мъгленски.